# Farsetia divaricata
Farsetia divaricata är en korsblommig växtart som beskrevs av Bengt Edvard Jonsell. Farsetia divaricata ingår i släktet Farsetia och familjen korsblommiga växter. Inga underarter finns listade i Catalogue of Life.